# Islam Duguciev
Islam Duguciev (n. 15 aprilie 1966, Altynemel⁠(d), Zhetisu Region⁠(d), Kazahstan) este un luptător ce a reprezentat Echipa Unificată și Azerbaidjan, medaliat olimpic. A participat la 2 ediții ale Jocurilor Olimpice (1992, 2000) în care a câștigat o medalie de argint.